# Islas de la Decepción
Las islas de la Decepción (en francés Îles du Désappointement) es un grupo de dos atolones de las Tuamotu, en la Polinesia Francesa. Son los atolones de Napuka y Tepoto Norte, situados al norte del archipiélago. En ocasiones se incluye en el grupo el atolón Puka Puka, más alejado y aislado y culturalmente diferenciado. 
El primer europeo en llegar fue el inglés John Byron en 1765. Eran las primeras islas que encontraba en el Pacífico, pero no pudo desembarcar y llamó al grupo Disappointement Islands.

## Comuna de Napuka
Administrativamente las islas de la Decepción forman la comuna de Napuka que incluye la comuna asociada de Tepoto:
| Islas  | Habitantes (censo 1996) | Superficie (km²) |
| ------ | ----------------------- | ---------------- |
| Napuka | 319                     | 8                |
| Tepoto | 65                      | 4                |
| TOTAL  | 384                     | 12               |

- Datos: Q292684